# Barsuki (Inguschetien)
Barsuki (russisch Барсуки́) ist ein Dorf (selo) in der Republik Inguschetien in Russland mit 10.333 Einwohnern (Stand 14. Oktober 2010).

## Geographie
Der Ort liegt am Nordrand des Großen Kaukasus etwa 10 km Luftlinie nördlich der Republikhauptstadt Magas links der Sunscha bei der Einmündung des Flüsschens Nasranka. Oberhalb (nordwestlich) verläuft der Alchantschurtski-Bewässerungskanal, der Wasser vom Terek in den Norden Inguschetiens (östlich Malgobek) und nach Tschetschenien nördlich von Grosny leitet.
Barsuki gehört zum Rajon Nasranowski und befindet sich etwa 5 km nordöstlich von dessen Verwaltungszentrum Nasran, an das es unmittelbar anschließt. Nach Nordosten geht Barsuki in das Dorf Plijewo über. Barsuki ist Sitz und einzige Ortschaft der Landgemeinde (selskoje posselenije) Barsuki.

## Geschichte
Einzelheiten zur Ortsgründung sind nicht bekannt. Der Überlieferung nach entstand das Dorf in der zweiten Hälfte des 19. Jahrhunderts durch die Übersiedlung von Inguschen aus dem Aul Targim im südlichen, bergigen Teil Inguschetiens in die Ebene. In der Periode der Deportation der inguschischen Bevölkerung von 1944 bis 1957 war das Dorf vorwiegend von Osseten bewohnt und trug den ossetischen Namen Chordschin.
1995 wurde das Dorf, wie auch mehrere umliegende Orte, nach Nasran eingemeindet, wodurch dessen Einwohnerzahl um das Mehrfache auf über 100.000 anstieg, und bildete einen von dessen sechs Stadtrajons. Im Rahmen der Verwaltungsreform in Russland wurden Barsuki und das benachbarte Plijewo 2009 wieder ausgegliedert und bilden seither eigenständige Landgemeinden im Nasranowski rajon.

## Verkehr
Barsuki liegt an der Regionalstraße, die links der Sunscha Nasran mit Karabulak, Troizkaja und der Stadt Sunscha verbindet und parallel zur föderalen Fernstraße R217 Kawkas (ehemals M29; Pawlowskaja – aserbaidschanische Grenze) verläuft, die dort der rechten Flussseite folgt.
Durch den Ort führt die 1894 eröffnete Eisenbahnstrecke Beslan – Grosny – Gudermes, an der sich in Nasran die nächstgelegene Bahnstation mit Personenverkehr befindet. Im weiteren Verlauf ist die Strecke seit den Tschetschenienkriegen nur noch für den Güterverkehr und bis zur Station Slepzowskaja (bei Sunscha) unweit der Grenze zu Tschetschenien in Betrieb.

## Söhne und Töchter des Ortes
- Idris Sjasikow (1896–1938), inguschischer Politiker der Gebirgs-ASSR